# Deposizione di Cristo dalla croce (Peterzano)
La Deposizione di Cristo dalla croce è il soggetto di un dipinto a olio su ardesia di Simone Peterzano e conservato presso la pinacoteca del Museo di Belle Arti di Strasburgo di Strasburgo. Il dipinto che è un lavoro a destinazione devozionale, raffigura la deposizione di Cristo dalla croce, con accanto la Vergine Maria, sorretta da una pia donna e i personaggi che per tradizione erano presenti al drammatico evento.

## Storia
Simone Peterzano fu per molti anni considerato quasi un pittore tardomanierista che non necessitava di particolare attenzione, lo studio alle sue opere iniziò dopo che fu ritrovato nel 1927, da un giovane studioso tedesco: Nikolaus Pevsner, il contratto di alunnato del giovane Michelangelo Merisi presso la sua bottega. Il pittore più destabilizzante vissuto a cavallo tra i secoli XVI e XVII, portò all'attenzione delle opere del suo maestro, alla ricerca di assonanze tra le opere.
Il piccolo dipinto, eseguito sicuramente a scopo devozionale privata, date le sue piccole misure e la particolarità del materiale. Fu acquistato nel 1892 da Wilhelm Bode, che aveva avuto l'incarico di dirigere il museo e anche di completarne la collezione. L'opera fu acquistato come lavoro del veronese Francesco Torbido artista vicino a Paolo Veronese e Jacopo Palma il Vecchio.

Fu il critico Roberto Longhi nel 1920, durante il suo viaggio di studio europeo, ad attribuire l'opera a Peterzano e, considerato le scelte cromati ed espressive, realizzazione coeva all'Angelica e Medoro, così come l'uso di smalti presente nella tela di san Barnaba realizzati tra il 1573 e 1574. Questo fu uno dei primi lavori eseguiti dal maestro che giunse a Milano proprio nel 1572. Longhi indicherà il dipinto come una primizia dell'artista e un anticipo dell'alunnato di Caravaggio:
(Roberto Longhi -Studi e ricerche sul Sei-Settecento (1929-1970))
L'opera è stata esposta nella mostra del 2020 a cura della pinacoteca dell'Accademia Carrara, esposizione che voleva ricostruire il percorso artistico del pittore d'origine bergamasca, tra il periodo veneziano presso la bottega di Tiziano Vecellio, e quello milanese quando fu maestro di Caravaggio. Durante lo studio della mostra è stato possibile recuperare, grazie al lavoro di Sergio Monferini, come un lavoro registrato a Milano dagli eredi di Gerolamo Legnani, che era stato anche il committente del dipinto Angelica e Medoro. L'ardesia risulta inoltre inserita nell'inventario dei beni di Angelo Gerolamo Legnani del 3 dicembre 1615 e indicato come Un discendimento di croce in marmoro di Simone Venecciano e successivamente il 15 settembre 1629 sempre da un erede della famiglia Legnani, come un quadro piccolo dell'istessa mano [Simone Venetiano] sopra la pietra di paragone.
Seguirono alcuni anni in cui l'opera pare avesse perso l'importanza che gli aveva attribuito il Longhi fino al 1996 quando è oggetto di attenzione da parte del critico Goldenberg Roy, e successivamente la conferma da parte della storica dell'arte Mina Gregori nel 2002.
Il restauro dell'opera del 2012 ha ridato all'ardesia i colori originali, provvedendo a integrare la perdita di colore che avevano gravemente danneggiato in particolare l'immagine di Cristo e il sudario.

## Descrizione
Il dipinto è realizzato su ardesia, particolare molto importante che ha permesso all'artista di concentrare il suo lavoro su un momento preciso, il momento della deposizione e del trasporto della salma di Cristo, in tutta la sua drammaticità, elaborando lo studio sui personaggi e non sul paesaggio che mantiene l'uniformità nera dell'ardesia.
La scena racconta l'attimo in cui il corpo del martire, appena deposto dalla croce che si staglia vuota sullo sfondo nero, viene sollevato e trasportato dai due personaggi che per tradizione caratterizzano l'evento: Nicodemo e Giuseppe d'Arimatea, fino al sepolcro che si intravede in primo piano. L'evento è quindi quello successivo alla morte, al dolore, ma il momento in cui chi lo ha amato in vita, lo accoglie per dargli la miglior sepoltura. L'artista presenta un momento intenso e drammatico, dove tutti sono attivi intorno al corpo, solo la Vergine posto sul lato destro è accasciata e priva di sensi. I colori caldi usati dal Peterzano riportano al suo maestro Tiziano che amava dare una nota calda alle sue opere, e la struttura composta nell'atto di sorreggere il morto non può che riportare alla Deposizione caravaggesca.